# Chiesa di San Pietro a Ferrano
La chiesa di San Pietro a Ferrano si trova nel comune di Pelago, in provincia di Firenze.

## Storia e descrizione
Ricordata come dipendenza del piviere di Diacceto già dal XII secolo, ebbe dal 1364 il patronato della famiglia degli Albizi.
L'edificio fu rialzato e notevolmente modificato nel 1615: a quest'epoca risalgono il portale di ingresso e il finestrone rettangolare che lo sormonta. L'interno, costituito da un'unica aula su cui si aprono due cappelle laterali, mantiene ancora l'aspetto conseguente al restauro realizzato fra il 1841 e il 1842 dal parroco Francesco Bati.
Dell'originaria costruzione medievale rimane traccia nelle grandi bozze disposte in regolare filaretto del muro settentrionale. All'interno si conserva un trittico di scuola fiorentina degli inizi del XV secolo raffigurante la Madonna in trono col Bambino e santi.